# Culicoides blantoni
Culicoides blantoni är en tvåvingeart som beskrevs av Vargas och Wirth 1955. Culicoides blantoni ingår i släktet Culicoides och familjen svidknott. Inga underarter finns listade i Catalogue of Life.